# صدقة بن دبيس
صَدَقَة بْنُ دُبَيْس وهو صَدَقَة بْنُ أَبُو الأَعَز دُبَيْس بْنُ سَيفِ الدَوْلَة أَبِي الحَسَن صَدَقَة بْنِ مَنْصُور بْنِ دُبَيْس بْنِ عَلِي بْنُ مَزِيد النَاشِرِي الأَسَدِي ، حاكم الحلة المزيدية وأمير بادية العراق من أمراء بني مزيد الأسديين. تولى الحلة بعد مقتل أبيه، أول سنة 530 هـ وحاول السلطان مسعود السلجوقي انتزاعها منه، فحاربه، فظفر صدقة. وعاد مسعود إلى بغداد سنة 531 هـ ثم تكاتبا بالصلح، فتم.
نشبت حرب بين السلطان مسعود وصاحب فارس، فكان صدقة مع مسعود، فقتل على أثر معركة أسر بها، في مكان يسمى بتجن كشت عام 532 هـ الموافق 1138 م .